# Hilarempis magellanica
Hilarempis magellanica är en tvåvingeart som först beskrevs av Jacques-Marie-Frangile Bigot 1888.  Hilarempis magellanica ingår i släktet Hilarempis och familjen dansflugor. Inga underarter finns listade i Catalogue of Life.